# Lenny Dykstra
Leonard Kyle Dykstra (/ˈdaɪkstrə/; nacido el 10 de febrero de 1963), es un exjugador de béisbol. Jugaba en la posición de jardinero central. Dykstra jugó para los New York Mets de 1985 a 1989 y para los Philadelphia Phillies de 1989 a 1996.

## New York Mets
Los Mets contrataron a Dykstra como 13.º ronda del draft en 1981. Como estrella en las ligas menores, en 1983 lideró la Liga de Carolina en número de veces en llegar a primera y tercera base, en carreras, hits, promedio de bateo y en bases robadas. Esa temporada tuvo un promedio de bateo de .358, con 8 cuadrangulares, 81 carreras impulsadas, 105 bases robadas (fue el récord de la liga por 17 años), 107 bases por bolas y sólo tuvo 35 strikes. En consecuencia fue nombrado el jugador más valioso de la Liga de Carolina, y pronto se convirtió en uno de los prospectos más preciados de los Mets.  Mientras jugaba en la Double-A en 1984 se hizo amigo de su compañero Billy Beane, quién más tarde diría que Dykstra estaba "perfectamente diseñado, emocionalmente" para jugar béisbol y que no tenía "ningún concepto de fracaso". Según Beane, sus primeros comentarios al ver al lanzador Steve Carlton, miembro del Salón de la Fama, calentando fueron, "Mierda, me quedare pegado a él."
En 1985 Dykstra, considerado preparado para jugar en las ligas mayores, fue promovido a los Mets cuando el jardinero central titular Mookie Wilson, fue colocado en la lista de impedidos. El juego y la energía del novato fueron un gran impulso a un equipo de los Mets que consiguió una temporada de 98 victorias, perdiendo por poco la corona de la división este de la Liga Nacional. La temporada siguiente Dykstra y Wilson rotarían en la posición de jardinero central, pero cuando Mookie sufrió una lesión severa en los ojos durante los entrenamientos de pre temporada, convirtiendo a Dykstra en titular y en primer bateador del equipo. Más adelante en la temporada, los Mets liberaron al jardinero izquierdo George Foster, moviendo a Wilson a esa posición. Loa fanáticos de los Mets apodaron a Dykstra "Nails" (garras) por su personalidad realista y su juego intrépido, incluso permitió que su imagen se usara en playeras con el nombre "Nails". Dykstra y su compañero Wally Backman, el segundo bateador del equipo, fueron apodados "the Wild Boys" (los chicos salvajes") por su juego poco vistoso, que desentonaba con la alineación llena de estrellas de los Mets. 

### Temporada 1986
Con Dykstra como primer bateador, en 1986 los Mets consiguieron fácilmente ganar la división, tuvieron una temporada de 108 victorias y 54 derrotas, y lograron una ventaja de 21.5 juegos sobre su más cercano perseguidor, los Philadelphia Phillies. Los Mets llegaron a la Serie Mundial tras imponerse en una reñida serie a los Houston Astros, campeones de la división este de la Liga Nacional, 4 juegos a 2 en las NLCS (La Serie del Campeonato Nacional) de 1986. Dykstra siempre será recordado por su desempeño en el tercer juego de la serie: conectó uno de los mejores cuadrangulares en la historia de los Mets, convirtiéndose en el momento decisivo de su carrera. Consiguió un promedio de bateo de .304 en la serie del Campeonato Nacional de 1986, y de .296 en la Serie Mundial en contra de los Boston Red Sox. Pero el cuadrangular que anotó en el tercer juego de la Serie Mundial en Fenway Park, impulsó a los Mets Shea Estadio. La carrera de casa le hizo el tercer Conocido en historia de equipo (junto con Tommie Agee y Wayne Garrett, ambos de de quién carreras de casa también entraron un Juego 3, en el 1969 y 1973 Serie Mundial respectivamente) para pegar un leadoff la casa corrida en la Serie Mundial. Siguiendo Dykstra carrera de casa, el Mets rallied para derrotar el Rojo Sox en siete juegos en uno del más memorable Serie Mundial de todos los tiempos.